# 跗跖骨

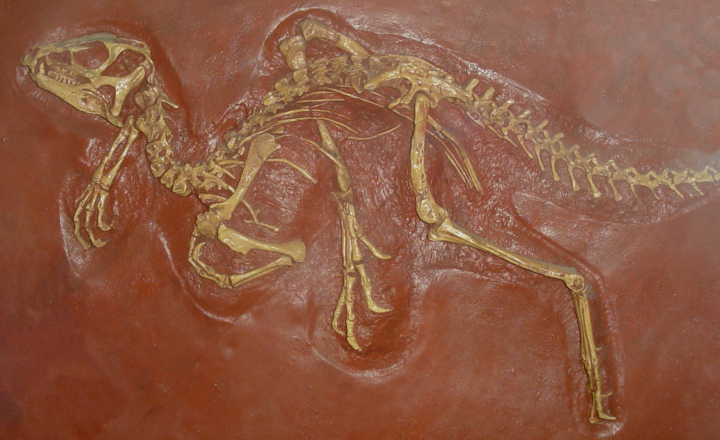
畸齒龍的化石，左側的跗跖骨清晰可見

跗跖骨（英語：tarsometatarsus）是在鳥類和一些非鳥恐龍的小腿中的骨頭。 它是由其他類型的動物中發現的幾根骨頭融合而成，與哺乳動物的跗骨和跖骨同源。 儘管如此，鳥類的跗跖骨通常也被稱為跗骨或跖骨。

跗跖骨的融合在鳥類進化過程中以多種方式和程度發生。具體來說，在現代鳥類（Neornithes）中，儘管骨頭沿其整個長度連接在一起，但融合在遠端（內側）最為徹底。 在中生代的反鳥類（Enantiornithes）中，融合在跗骨端完成，但遠端跖骨仍保持差異。

鴿子骨架，跗跖骨的序號為8